# Dasineura trotteri
Dasineura trotteri är en tvåvingeart som först beskrevs av Tavares 1902.  Dasineura trotteri ingår i släktet Dasineura och familjen gallmyggor. Inga underarter finns listade i Catalogue of Life.